# À la manière de Sherlock Holmes
Pour plus de détails, voir Fiche technique et Distribution.
À la manière de Sherlock Holmes est un film français réalisé par Henri Lepage, sorti en 1956.

## Synopsis
Henri Lombard prend le train pour se rendre à Rouen, au siège des usines de textile Boyer pour lesquelles il travaille en tant que représentant commercial à Paris. Au cours du trajet, il se lie d'amitié avec sa voisine de compartiment, Viviane Desroches, avec qui il convient d'un rendez-vous pour le soir même. Aux usines Boyer, Lombard apprend qu'il dispose de deux jours pour rembourser la somme de 1,5 million de francs qu'il a empruntée à son employeur. Lombard n'est pas en mesure de trouver cet argent. Un ami, Paul Leblond, lui conseille de s'adresser à un usurier, monsieur Rameau, avec qui est fixé un rendez-vous à minuit dans un cabaret. Leblond lui présente également Marval, directeur des services techniques de la police de Rouen, dont les méthodes sont présentées comme semblables à celles de Sherlock Holmes.
Le soir venu, Lombard retrouve madame Desroches, puis emmène celle-ci au cabaret où il a rendez-vous en compagnie de Leblond et Rameau. L'usurier refuse d'accorder le prêt qui lui est demandé en l'absence de garanties suffisantes, mais convient toutefois d'un autre rendez-vous pour le lendemain. Cette seconde négociation tourne mal : à la suite du refus réitéré de Rameau, Lombard l'insulte et les deux hommes se battent. Une ellipse narrative s'ensuit.
Le lendemain matin, Lombard se réveille après une soirée de fête en compagnie de Viviane, devenue sa maîtresse. Il est soulagé de disposer des 1,5 million de francs qu'il doit rembourser aux usines Boyer. Il affirme à Viviane Desroches que Rameau a fini par accepter de lui prêter la somme malgré leur dispute. Rameau est cependant découvert mort à son domicile. Le spectateur sait quant à lui que Viviane Desroches travaille pour une association de malfaiteurs commettant régulièrement des larcins. Marval, le « Sherlock Holmes » du film, est mobilisé sur l'enquête pour suppléer le commissaire. L'enquête remonte jusqu'à Lombard à la suite de la déposition d'un directeur des usines Boyer, étonné d'avoir obtenu le remboursement d'une telle somme en billets le matin-même. Lombard est interpellé à la gare alors qu'il s'apprêtait à repartir pour Paris.
Face au commissaire, Lombard maintient sa version des faits. Selon lui, après une brève dispute, Rameau a finalement accepté de lui prêter la somme en faisant venir Paul Leblond pour que celui-ci se prête garant. Cette affirmation reste impossible à vérifier dans l'immédiat : Paul Leblond est parti pour le week-end. En parallèle, Marval fait analyser une trace de sang retrouvée dans le bureau du défunt, et demande à la clinique chirurgicale de Rouen de conserver des échantillons sanguins des patients blessés. Le rapprochement est ainsi fait avec un homme blessé au bras. Celui-ci est technicien au sein du garage Gamey. Le commissaire s'y rend et découvre plusieurs armes à feu. Le spectateur sait que ce garage sert à couvrir les activités illégales menées par les malfaiteurs dont Viviane Desroches fait partie. Plusieurs indices et un début d'aveu de la part de l'homme blessé permettent au commissaire d'arrêter ce dernier ainsi que le patron du garage, Louis Gamey. Lombard est relâché.
Peu après, Viviane Desroches, également actrice dans des spectacles de cabaret, meurt en pleine représentation. L'autopsie conclut à l'empoisonnement. La police découvre que Viviane était la maîtresse de Louis Gamey. L'enquête parvient à déterminer qu'en accompagnant Lombard au cabaret le premier soir de leur rencontre, Viviane Desroches a obtenu des renseignements sur Rameau lui ayant permis d'envisager un cambriolage avec ses complices, aboutissant finalement au meurtre de l'usurier. Reste à déterminer la personne à la tête du groupe de malfaiteurs : Gamey refuse de livrer son identité. Du reste, il n'en a pas le temps : lors d'un transfert, le patron du garage est tué mystérieusement. L'autopsie conclut de nouveau à un empoisonnement. Marval découvre qu'une fléchette empoisonnée a été tirée sur Gamey.
La police identifie le lieu d'où a été tirée la fléchette et Marval y découvre un indice. L'analyse de photographies prises au cabaret le soir du meurtre de Viviane Desroches fournit d'autres indices à Marval, dont les soupçons se tournent vers Simon, le tenancier d'un restaurant de Rouen où les protagonistes venaient déjeuner régulièrement. Betty, une jeune femme travaillant sous la responsabilité de Marval, est envoyée en reconnaissance. Les soupçons sont confirmés : Simon est bien l'homme à la tête du réseau criminel. Celui-ci découvre néanmoins que la jeune femme fait partie de la police et tente de l'étrangler. La police arrive à son tour. Simon s'enfuit en voiture avec l'aide d'un complice, donnant lieu à une course-poursuite avec les forces de l'ordre. Le criminel est finalement abattu. La valise qu'il portait, contenant une partie du butin, est emmenée par un autre complice parvenant à s'enfuir en bateau. La majeure partie de la fortune de Rameau est cependant retrouvée dans des valises déposées en consigne à la gare de Rouen.

## Fiche technique
- Titre : À la manière de Sherlock Holmes
- Réalisation : Henri Lepage
- Scénario et dialogues : Henri Lepage et Billy Martin
- Décors : Raymond Nègre
- Photographie : Charly Willy-Gricha
- Son : René Longuet
- Musique : Marcel Stern
- Montage : Marcelle Lehérissey
- Société de production : Alma Productions
- Tournage : du 26 juillet au 23 août 1955
- Pays d'origine :  France
- Genre : Policier
- Durée : 103 minutes
- Date de sortie : 
  - France - 5 juin 1956
- Affiche : Clément Hurel (France)

## Distribution
- Henri Vilbert : Henri Lombard
- Claude Sylvain : Viviane Desroches
- Michel Ardan : Louis Gamey
- Charles Lemontier : Paul Leblond
- Robert Dalban : commissaire Sannoir
- Jean-Pierre Kérien : Marval
- Yoko Tani
- Georgette Anys : La femme de ménage
- Jacques Dynam : Gordi, le journaliste
- Michèle Martin
- Charles Rigoulot : l'inspecteur Barbier
- Sylviane Humair : Loulou
- Marcel Portier : Simon
- Bernard Charlan